# 단군교포명서
단군교포명서(檀君敎佈明書)는 나철이 1908년 일본 도쿄의 한 여관에서 두일백(杜一白)이라는 노인에게서 받았다는 글이다. 1904년에 두일백 등 교제(敎弟) 12명이 백두산에서 백봉(白峰)이라는 신선을 모시고 작성한 것이라고 한다. 내용은 "금일은 유아(惟我) 대황조 단군성신의 4237회 개극입도지경절야(開極立道之慶節也)라"는 말로 시작하여 단군 탄강의 역사, 단군교의 신앙유습, 단군교를 신봉해야 할 이유 등을 설명하고, 한민족은 동일민족으로서 동일한 운명을 지니고 있다는 것을 밝히고 있다. 단군기원은 여기에서 처음으로 사용되었다고 한다.

## 같이 보기
- 대종교신원경 - 마찬가지로 백봉이 편찬에 관여한 대종교의 경전